# Verre old fashioned

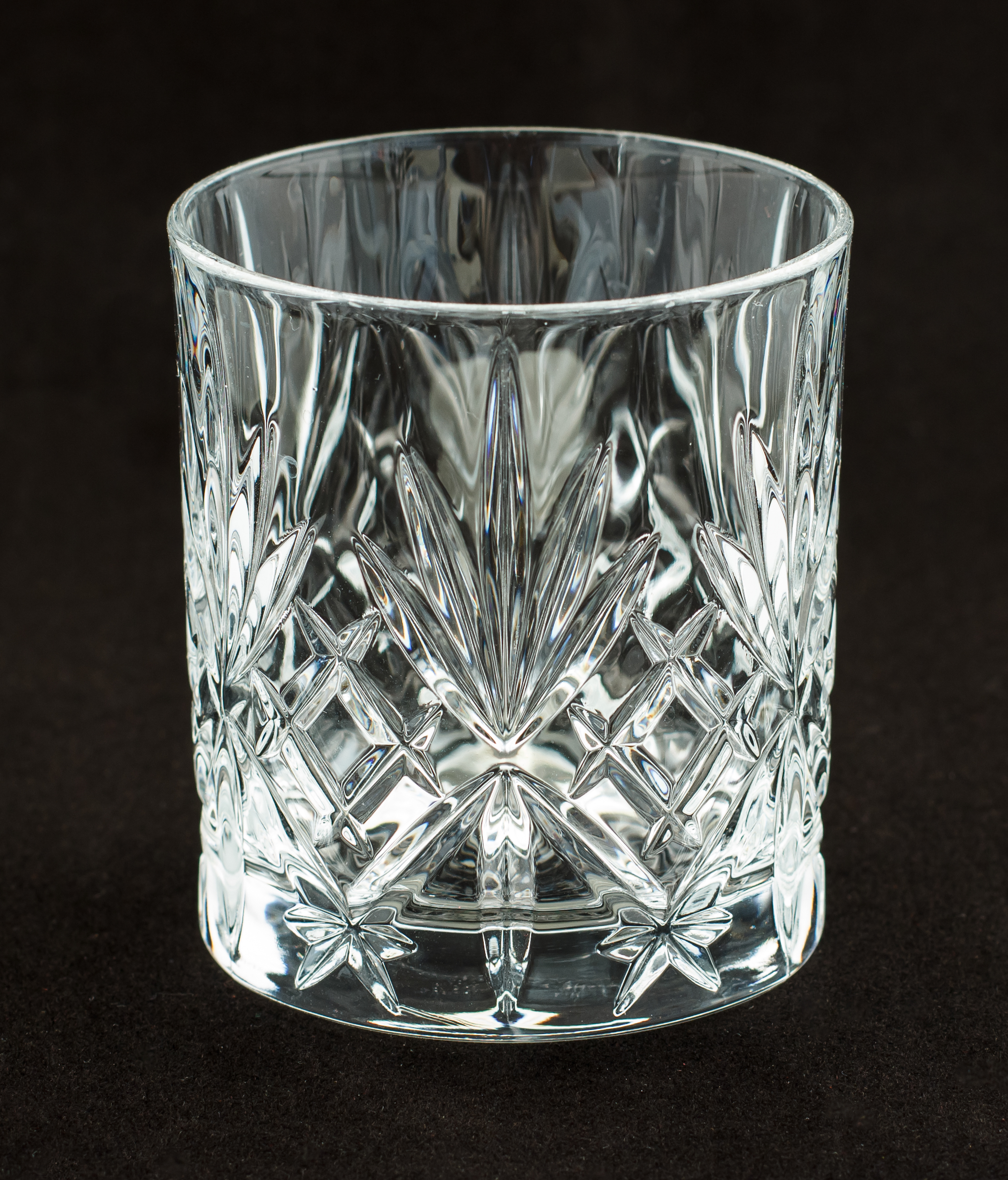
Un verre old fashioned, traditionnellement utilisé pour servir des spiritueux.

Le verre old fashioned (litt. « verre à l'ancienne »), verre rocks, verre lowball, ou dans le langage courant verre à whisky, est un tumbler court utilisé pour servir des spiritueux, comme le whisky, avec des glaçons (on the rocks). Il est utilisé pour servir certains cocktails, comme le Old fashioned, d'où il tire son nom.
Les verres old fashioned ont généralement un bord large et un fond épais, de sorte que les ingrédients solides d'un cocktail puissent être réduits en purée à l'aide d'un pilon avant que les ingrédients liquides ne soient ajoutés.
Les verres old fashioned contiennent généralement 6 à 10 onces liquides américaines, soit 180 à 300 ml,. Un verre old fashioned dit double (double old fashioned glass), parfois appelé par les commerçants DOF glass, contient 12 à 16 onces liquides américaines, soit 350 à 470 ml.